# Mélampyre des champs
Melampyrum arvense
Espèce
Classification APG III (2009)
Statut de conservation UICN

 LC  : Préoccupation mineure
Le Mélampyre des champs (Melampyrum arvense) est une plante herbacée annuelle de la famille des Orobanchaceae (anciennement Scrophulariaceae).

## Description

### Caractéristiques
Organes reproducteurs :
- Type d'inflorescence : épi simple
- Répartition des sexes :  hermaphrodite
- Type de pollinisation :  entomogame, autogame
- Période de floraison :  juin à juillet

Graine :
- Type de fruit : capsule
- Mode de dissémination : barochore

Habitat et répartition :
- Habitat type : annuelles commensales des moissons basophiles, mésothermes
- Aire de répartition : eurasiatique

Données d'après: Julve, Ph., 1998 ff. - Baseflor. Index botanique, écologique et chorologique de la flore de France. Version : 23 avril 2004.